# Amoerlinde
De amoerlinde (Tilia amurensis) is een loofboom uit de kaasjeskruidfamilie (Malvaceae). De wetenschappelijke naam van de soort werd gepubliceerd door Franz Joseph Ruprecht in 1869.

## Kenmerken
De amoerlinde kan een hoogte van 30 meter en een diameter van iets meer dan 1 meter bereiken. De schors van een oude boom is donkergrijs tot donkerbruin met diepe groeven. Het blad heeft een lengte van 7 cm en een breedte van 6 à 7 cm. De bladeren zijn hartvormig met een spitse apex. De bladrand is gezaagd. De amoerlinde is winterhard en kan temperaturen tot -34°C weerstaan. De bloeitijd bevindt zich in juli, waarna de vruchten in augustus en september verschijnen.

## Verspreiding
De soort komt voor in Mantsjoerije, het Koreaans Schiereiland en de aangrenzende delen van het Russische Verre Oosten.
... · 
T. americana var. americana (Amerikaanse linde) · 
T. amurensis (amoerlinde) · 
T. cordata (winterlinde) · 
T. dasystyla (Kaukasische linde) · 
T. ×europea (krimlinde) · 
T. platyphyllos (zomerlinde) · 
T. tomentosa (zilverlinde) · 
T. ×vulgaris (Hollandse linde) · 
...